# Eleições regionais na Galiza em 2024
As eleições regionais na Galiza em 2024 realizar-se-ão no domingo, 18 de fevereiro de 2024, para eleger o XII Parlamento da Comunidade Autónoma da Galiza. Todos os 75 assentos no Parlamento serão disputados.

## Visão geral

### Sistema eleitoral
O Parlamento da Galiza é a legislatura descentralizada e unicameral da comunidade autónoma da Galiza, tendo poder legislativo em questões regionais, tal como definido pela Constituição Espanhola e pelo Estatuto de Autonomia da Galiza, bem como a capacidade de votar a confiança ou retirá-la a um presidente regional. A votação para o Parlamento é feita com base no sufrágio universal, que compreende todos os nacionais maiores de 18 anos, inscritos na Galiza e no pleno gozo dos seus direitos políticos. Emendas à lei eleitoral em 2022 aboliram o sistema de voto "implorado" ou expatriado (em castelhano:  Voto rogado), segundo o qual os espanhóis na diáspora eram obrigados a solicitar o voto antes de serem autorizados a votar. Ao sistema de votação de expatriados foi atribuída a responsabilidade por uma grande diminuição na participação dos espanhóis no exterior durante os anos em que esteve em vigor.
Os 75 deputados do Parlamento da Galiza são eleitos pelo método D'Hondt e por representação proporcional de lista fechada, sendo aplicado em cada círculo eleitoral um limite eleitoral de cinco por cento dos votos válidos - que inclui votos em branco. Os assentos são atribuídos aos círculos eleitorais, correspondentes às províncias da A Corunha, Lugo, Ourense e Pontevedra, sendo a cada um atribuído um mínimo inicial de 10 assentos e os restantes 35 distribuídos proporcionalmente às suas populações.
Como resultado da atribuição acima mencionada, cada círculo eleitoral do Parlamento tem direito aos seguintes assentos:
| Assentos | Círculo eleitoral |
| -------- | ----------------- |
| 25       | A Corunha         |
| 22       | Pontevedra        |
| 14       | Lugo, Ourense     |

A utilização do método D'Hondt pode resultar num limiar efetivo mais elevado, dependendo da magnitude do distrito.

### Data da eleição
O mandato do Parlamento da Galiza expira quatro anos após a data da sua eleição anterior, salvo se for dissolvido antes. O decreto eleitoral será emitido o mais tardar no vigésimo quinto dia anterior à data de expiração do parlamento e publicado no dia seguinte no Diário Oficial da Galiza (DOG), ocorrendo o dia das eleições entre o quinquagésimo quarto e o sexagésimo dia da publicação. A eleição anterior foi realizada em 12 de julho de 2020, o que significa que o mandato da legislatura expirará em 12 de julho de 2024. O decreto eleitoral deve ser publicado no DOG até 18 de junho de 2024, devendo a eleição ocorrer até ao sexagésimo dia a partir da publicação, fixando a última data possível para a eleição da Assembleia da República no sábado, 16 de agosto de 2024.
O presidente tem a prerrogativa de dissolver o Parlamento e convocar eleições antecipadas, desde que isso não ocorra antes de decorrido um ano desde uma dissolução anterior ao abrigo deste procedimento. No caso de um processo de investidura não conseguir eleger um presidente regional no prazo de dois meses a partir da primeira votação, o Parlamento será automaticamente dissolvido e convocadas novas eleições.
Após a renúncia de Alberto Núñez Feijóo ao cargo de presidente da Galiza para se tornar líder nacional do PP, especulou-se que o seu sucessor, Alfonso Rueda, poderia tentar convocar eleições antecipadas para algum momento ao longo de 2023 ou mesmo fazê-las coincidir com as eleições gerais agendadas para em dezembro de 2023. Após o anúncio surpresa de Pedro Sánchez de eleições gerais antecipadas em 29 de maio de 2023, Rueda descartou a realização de eleições regionais simultâneas "porque a Galiza não pode ser infetada pela instabilidade". Posteriormente, foi comentado que um bom resultado de Feijóo nas eleições gerais poderia levar Rueda a desencadear eleições antecipadas para o final de 2023, mas o resultado apertado em 23 de julho impediu que isso se concretizasse. Após a investidura de Sánchez em novembro de 2023, surgiram novamente rumores de que Rueda estava a planear realizar eleições antecipadas no início de 2024. Questionado no dia 27 de Novembro sobre se as eleições galegas se realizariam em simultâneo com as eleições regionais bascas como tinha acontecido nas quatro ocasiões anteriores, Rueda proclamou que “a Galiza tem o seu próprio caminho”; mais tarde, o presidente do Partido Nacionalista Basco (PNV) Andoni Ortuzar disse numa entrevista que as eleições galegas pareciam "que iriam decorrer a toda velocidade", com o governo galego alegadamente a não desejar uma convocação eleitoral simultânea. No dia 30 de Novembro, Rueda reconheceu que iria procurar eleições somente na Galiza "sem dúvida (...) se isso fosse do interesse da Galiza", e que os preparativos eleitorais já estavam em curso. O dia 18 de fevereiro foi comentado pelos média como a data mais provável para a realização de eleições antecipadas. Finalmente, em 21 de dezembro, Rueda anunciou uma eleição antecipada a ser realizada em 18 de fevereiro de 2024. Embora o lehendakari basco Iñigo Urkullu tenha sido informado desta decisão, distanciou-se de Rueda argumentando que "o País Basco não é a Galiza", abrindo assim caminho para que ambas as eleições fossem realizadas separadamente pela primeira vez desde 2005.
O Parlamento da Galiza foi oficialmente dissolvido em 26 de dezembro de 2023 após a publicação do decreto de dissolução no DOG, fixando a data das eleições para 18 de fevereiro de 2024 e marcando a reunião da Câmara para 18 de março.

## Composição parlamentar
A tabela abaixo mostra a composição dos grupos parlamentares do Parlamento no momento da dissolução.
| Grupos | Grupos                                         | Partidos | Partidos   | Legisladores | Legisladores |
| Grupos | Grupos                                         | Partidos | Partidos   | Assentos     | Total        |
| ------ | ---------------------------------------------- | -------- | ---------- | ------------ | ------------ |
|        | Grupo Parlamentar Popular da Galiza            |          | PP         | 42           | 42           |
|        | Grupo Parlamentar do Bloco Nacionalista Galego |          | BNG        | 19           | 19           |
|        | Grupo Parlamentar dos Socialistas da Galiza    |          | PSdeG-PSOE | 14           | 14           |

## Partidos e candidatos
A lei eleitoral permite que partidos e federações inscritos no Ministério do Interior, coligações e agrupamentos de eleitores apresentem listas de candidatos. Os partidos e federações que pretendam formar uma coligação antes de uma eleição são obrigados a informar a Comissão Eleitoral relevante no prazo de dez dias após a convocatória eleitoral, enquanto que os agrupamentos de eleitores precisam de garantir a assinatura de pelo menos um por cento do eleitorado nos círculos eleitorais para os quais eles buscam eleições, impedindo os eleitores de assinarem mais de uma lista de candidatos.

## Calendário
As principais datas estão listadas abaixo (todos os horários são em Horário da Europa Central):
- 25 de dezembro: O decreto eleitoral é emitido com a referenda do Presidente após deliberação no Conselho de Governo.[8]
- 26 de dezembro: Dissolução formal do Parlamento da Galiza e início de um período de suspensão de eventos para inauguração de obras, serviços ou projetos públicos.
- 29 de Dezembro: Primeira constituição das comissões eleitorais provinciais e zonais.
- 5 de janeiro: Prazo para os partidos e federações que pretendam formar uma coligação informarem a comissão eleitoral competente.
- 15 de janeiro: Prazo para que partidos, federações, coligações e agrupamentos de eleitores apresentem listas de candidatos à comissão eleitoral competente.
- 17 de janeiro: As listas de candidatos apresentadas são publicadas provisoriamente no Diário Oficial da Galiza (DOG).
- 20 de janeiro: Prazo para os cidadãos inscritos no Registo de Eleitores Ausentes Residentes no Estrangeiro (CERA) e para os cidadãos temporariamente ausentes de Espanha se candidatarem ao voto.
- 21 de janeiro: Prazo final para partidos, federações, coligações e agrupamentos de eleitores retificarem irregularidades nas suas listas.
- 22 de janeiro: Proclamação oficial das listas válidas de candidatos apresentadas.
- 23 de janeiro: As listas proclamadas são publicadas no DOG.
- 2 de fevereiro: Início oficial da campanha eleitoral.[8]
- 8 de fevereiro: Prazo limite para requerer o voto por correspondência.
- 13 de Fevereiro: Início oficial da proibição legal de publicação, divulgação ou reprodução de sondagens eleitorais e prazo para os cidadãos do CERA votarem por correio.
- 14 de fevereiro: Prazo final para os eleitores por correspondência e temporariamente ausentes emitirem os seus votos.
- 16 de fevereiro: Último dia da campanha eleitoral oficial e prazo final para os cidadãos do CERA votarem nas urnas do serviço ou divisão consular relevante.[8]
- 17 de fevereiro: Proibição oficial de campanha política por 24 horas antes das eleições gerais (dia de reflexão).
- 18 de Fevereiro: Dia da votação (secções de voto abrem às 9:00 sou e fecham às 20:00 ou uma vez os eleitores presentes numa fila dentro/fora da assembleia de voto às 20h:00 já votaram). A contagem provisória dos votos começa imediatamente.
- 26 de fevereiro: Contagem geral dos votos, incluindo a contagem dos votos do CERA.
- 29 de fevereiro: Data limite para a contagem geral dos votos a realizar pela comissão eleitoral competente.
- 9 de março: Prazo para a proclamação dos membros eleitos pela comissão eleitoral competente.
- 19 de março: Prazo para a remontagem do parlamento (o decreto eleitoral determina esta data).[8]
- 18 de abril: Prazo final para publicação dos resultados definitivos no DOG.

## Campanha

### Slogans partidários
| Partido ou aliança | Partido ou aliança | Slogan original              | Tradução para português      | Ref.   |
| ------------------ | ------------------ | ---------------------------- | ---------------------------- | ------ |
|                    | PP                 | «A Galicia que funciona»     | "A Galiza que funciona"      | [ 30 ] |
|                    | BNG                | «Agora! A Galiza que queres» | "Agora! A Galiza que queres" | [ 31 ] |
|                    | PSdeG–PSOE         | «Desta vai!»                 | "Desta vai!"                 | [ 31 ] |
|                    | Sumar              | «Farémolo posible»           | "Fá-lo-emos possível"        | [ 31 ] |
|                    | Podemos            | «Defende as túas ideas»      | "Defende as tuas ideias"     | [ 32 ] |
|                    | Vox                | «A mellor» «A mejor»         | "Para melhorar"              | [ 33 ] |

## Resultados

### Gerais
|                              |                                                |              |              |              |          |          |
| Partidos e alianças          | Partidos e alianças                            | Voto popular | Voto popular | Voto popular | Assentos | Assentos |
| Partidos e alianças          | Partidos e alianças                            | Votos        | %            | ± pp         | Total    | +/−      |
|                              | Partido Popular (PP)                           |              |              |              |          |          |
|                              | Bloco Nacionalista Galego (BNG)                |              |              |              |          |          |
|                              | Partido Socialista da Galiza (PSdeG – PSOE)    |              |              |              |          |          |
|                              | Unir a Galiza (Sumar Galiza) 1                 |              |              |              |          |          |
|                              | Podemos Galiza ( Podemos – AV )                |              |              |              |          |          |
|                              | Vox (Vox)                                      |              |              |              |          |          |
|                              | Partido Animalista com o Meio Ambiente (PACMA) |              |              |              |          |          |
|                              | Por um Mundo Mais Justo (PUM+J)                |              |              |              |          |          |
|                              | Assentos Vagos (EB)                            |              |              |              |          |          |
|                              | Democracia Ourensena (DO)                      |              |              | Novo         |          |          |
|                              | Espaço Comum Galeguista (ECG)                  |              |              | Novo         |          |          |
| Votos em branco              |                                                |              |              |              |          |          |
|                              |                                                |              |              |              |          |          |
| Total                        | Total                                          |              |              |              | 75       | ±0       |
|                              |                                                |              |              |              |          |          |
| Votos válidos                |                                                |              |              |              |          |          |
| Votos inválidos              |                                                |              |              |              |          |          |
| Votos expressos/participação |                                                |              |              |              |          |          |
| Abstenções                   |                                                |              |              |              |          |          |
| Eleitores registados         |                                                |              |              |              |          |          |
|                              |                                                |              |              |              |          |          |
| Fontes                       |                                                |              |              |              |          |          |
|                              |                                                |              |              |              |          |          |

### Distribuição por distrito eleitoral
| Grupo Constituinte | PP        | PP | BNG | BNG | PSdeG | PSdeG |
| Grupo Constituinte | %         | A  | %   | A   | %     | A     |
| ------------------ | --------- | -- | --- | --- | ----- | ----- |
| Grupo Constituinte | A Corunha |    |     |     |       |       |
| Lugo               |           |    |     |     |       |       |
| Ourense            |           |    |     |     |       |       |
| Pontevedra         |           |    |     |     |       |       |
| Total              |           |    |     |     |       |       |
|                    |           |    |     |     |       |       |
| Fontes             |           |    |     |     |       |       |